# Egymillió fontos hangjegy
Az Egymillió fontos hangjegy című televíziós műsor a Magyar Televízió 1976-1983 között hetente jelentkező könnyűzenei sorozata volt. A műsor az 1980-as évek elején egy ideig szünetelt, újraindítása után Új egymillió fontos hangjegy címmel folytatódott a műsor.
A műsor címe szójáték, amely Az egymillió fontos bankjegy című Mark Twain-regényre és az abból készült 1954-es film címére utal.

## Története

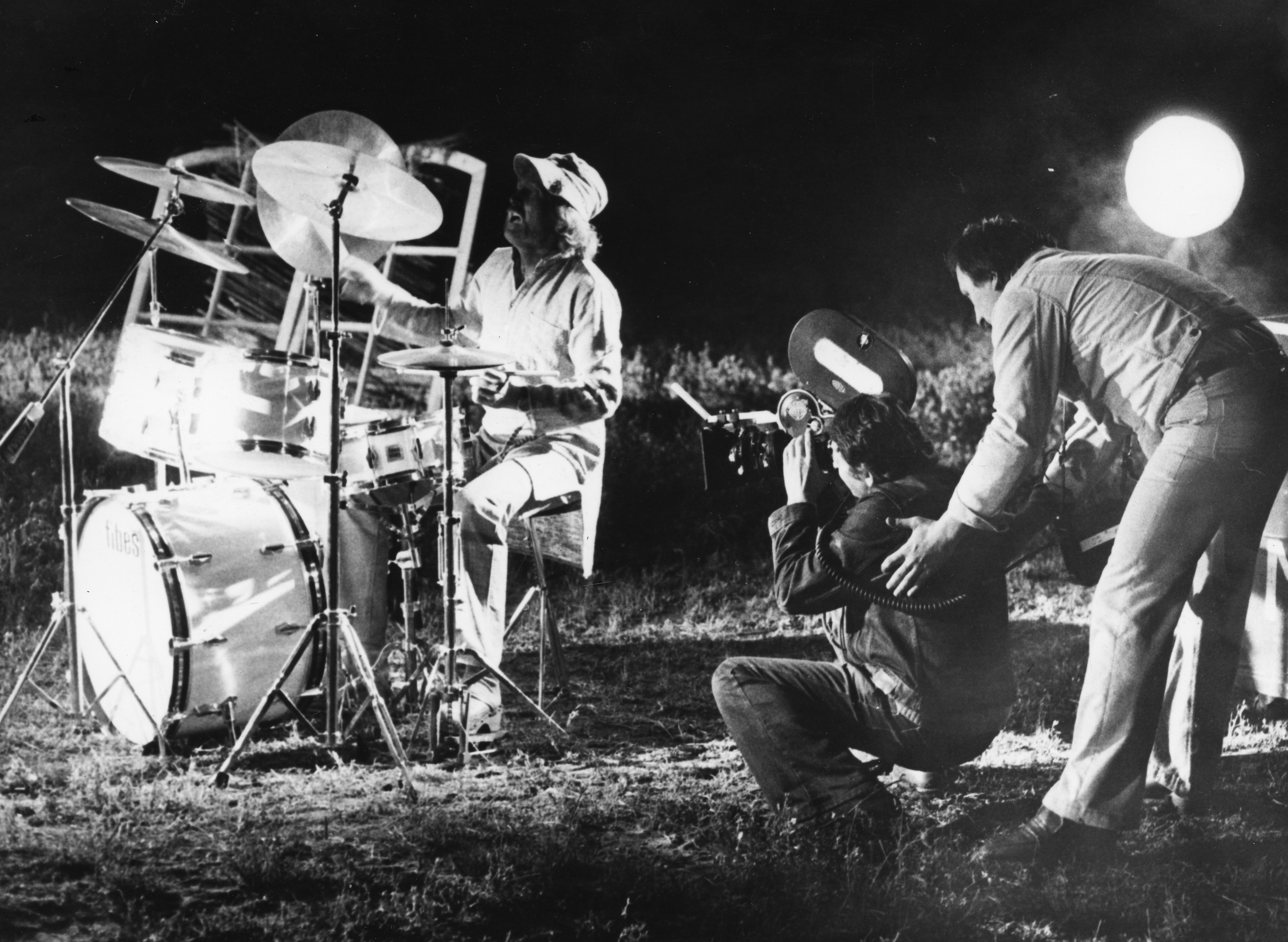
Az Egymillió fontos hangjegy tévéműsor forgatása a Karthago együttessel a MAFILM telepén

### 1976–1980: Az első sorozat
Az első adás 1976. január 3-án, szombaton volt. Szombatonként késő délután, általában 18 és 19 óra között kerültek az egyes részek adásba. Sok felvétel kizárólag ebben a műsorban hangzott el, előfordult, hogy még a Rádióban sem játszott ritkaságokat játszottak.
Az adásokba ritkán került külföldi előadó, a műsor elsősorban a hazai könnyűzenei előadókat népszerűsítette.

### 1982–1983: Új egymillió fontos hangjegy
1982-től Új egymillió fontos hangjegy címmel került adásba az 1983-ig forgatott második széria. A legutolsó adás 1983. december 10-én volt, amelyben az Express együttes játszott.

## A műsor szerkezete
A műsorok hossza 15-25 perc volt. Általában aktuális felvételeket, új szerzeményeket vagy slágereket mutattak be, többnyire playback technikával előadva. 
Többnyire egy lemezlovas mutatta be a zeneszámokat a műsor elején, a dalokból kis részletet felvillantva. Egy-egy adásban 4-5 dalt mutattak be, általában különböző előadóktól, de időnként a műsor szerkesztői csak egy kiválasztott zenekar, vagy énekes aktuális nagylemezéről, vagy repertoárjából válogattak felvételeket. 
Előfordultak élő, koncertszerű produkciók is, és voltak olyan műsorszámok is, ahol a tévéstúdióban felvett és a korábbi koncerthelyszínen rögzített képanyagok felvételeit mixelték egybe, a stúdióban rögzített hanganyagra. Az egyik műsorban a szerkesztők a Magyar Rádió: Tessék választani! című könnyűzenei bemutatóinak produkcióiból válogattak. 

## Műsorvezetők és előadók

### Műsorvezetők
- B. Tóth László
- Dévényi Tibor
- Keresztes Tibor (Cintula)
- D. Molnár György

### Énekesnők
| Előadó            | Év   | A dal címe – A hanganyag forrása (LP, rádió)              | Közreműködő       |
| ----------------- | ---- | --------------------------------------------------------- | ----------------- |
| Bogdányi Nelly    | 1979 | Úgy örülök én                                             |                   |
| Bontovics Kati    | 1980 | Ártatlan bűn                                              |                   |
| Bódy Magdi        | 1978 | SLPX 17560                                                |                   |
| Cserháti Zsuzsa   | 1976 | rádiófelvételek                                           | Generál           |
| Cserháti Zsuzsa   | 1979 | rádiófelvételek                                           |                   |
| Eszményi Viktória | 1977 | Szólj, ha valaki kell                                     | Bergendy együttes |
| Harangozó Teri    | 1977 | Lánynak születtem                                         | Gemini            |
| Karda Beáta       | 1979 | Ritmus kell nekem                                         |                   |
| Katona Klári      | 1977 | Ha a cipőm beszélni tudna; Mesél a szemed                 |                   |
| Katona Klári      | 1978 | Láthatod: boldog vagyok                                   |                   |
| Kerényi Gabi      | 1976 | Tévedés                                                   |                   |
| Késmárky Marika   | 1978 | rádiófelvételek                                           |                   |
| Koncz Zsuzsa      | 1976 | I love you                                                |                   |
| Koncz Zsuzsa      | 1977 | Koncz Zsuzsa X.                                           |                   |
| Kovács Kati       | 1977 | Csendszóró                                                |                   |
| Kovács Kati       | 1979 | Kovács Kati/Szörényi Levente/Adamis Anna                  |                   |
| Kovács Kati       | 1980 | Szívemben zengő dal                                       | V’Moto-Rock       |
| Kristály Kriszta  | 1981 | Mami, én valamit láttam                                   |                   |
| Mátrai Zsuzsa     | 1977 | Voltak szép napok                                         |                   |
| Mezei Zsuzsa      | 1977 | Olyan más lett minden, mióta megismertelek                |                   |
| Mezey Anikó       | 1977 | Sohasem felejtsd el, hogy fiatal voltál (angol szöveggel) |                   |
| Mixtay Melinda    | 1977 | Hol vagy szerelem?                                        | Stereo együttes   |
| Monyók Gabi       | 1978 | Dallal írom az égre fel                                   |                   |
| Sasvári Annamária | 1978 | Az emberek és én                                          |                   |
| Stefanidu Janula  | 1980 | Vasárnap                                                  |                   |
| Szűcs Judith      | 1977 | Napfény nélkül                                            |                   |
| Szűcs Judith      | 1978 | Táncolj még!                                              |                   |
| Vincze Viktória   | 1980 | rádiófelvételek                                           |                   |
| Zalatnay Sarolta  | 1977 | Színes trikó, kopott farmer                               | Generál           |
| Zalatnay Sarolta  | 1980 | Tükörkép                                                  |                   |
| Záray Márta       | 1978 | Nekünk találkozni kellett                                 | Vámosi János      |

### Énekesek
- Aradszky László
- Balázs Fecó
- Demjén Ferenc
- Horváth Vilmos
- Ihász Gábor
- Király Ákos
- Komár László
- Koós János
- Korda György
- Jiří Korn(wd)
- Nagy Dávid
- Máté Péter
- Payer András
- Soltész Rezső
- Sztevanovity Zorán
- Varannai István

### Együttesek
- Apostol
- Astor együttes
- Benkó Dixieland Band
- Bergendy
- Beton
- Beatrice és a Mikrolied
- Bikini
- Color
- Corvina
- Dinamit
- Edda Művek
- Express
- Fonográf (4)
- Főnix együttes
- Gemini együttes
- Generál együttes
- Gúnya együttes
- Hungária
- Illés-együttes (2)
- Juventus
- Karthago
- Kati és a Kerek Perec
- Kerék együttes
- Kék Csillag együttes
- Korál együttes
- Locomotiv GT (5)
- M7 együttes
- Mini
- Missió
- Neoton família (4)
- Omega együttes (3)
- Periszkóp együttes
- Piramis együttes (3)
- P. Mobil
- R-GO
- Rolls Frakció
- Skorpió
- Sprint együttes
- Syrius együttes
- Tolcsvay-trió
- Ungár együttes
- Universal
- V’Moto-Rock (3)
- Wastaps
- Weekend

### Egyéb előadók
- Benkő László – zongora és billentyűs hangszerek
- Deseő Csaba – hegedű
- Hacki Tamás – fütty
- Záray Márta és Vámosi János
- Gesler György – koreográfus, táncművész
- Pattantyús Anikó – táncművész

### Szerzők
- Bágya András
- Gábor S. Pál